# Mestaruussarja 1967
La Mestaruussarja 1967 fu la cinquantottesima edizione della massima serie del campionato finlandese di calcio, la trentasettesima come Mestaruussarja. Il campionato, con il formato a girone unico e composto da dodici squadre, venne vinto dal Reipas Lahti.

## Squadre partecipanti
| Club         | Città       | Stagione 1966                        |
| ------------ | ----------- | ------------------------------------ |
| ÅIFK         | Turku       | 1º posto in Suomensarja Länsilohko   |
| Haka         | Valkeakoski | 3º posto in Mestaruussarja           |
| HJK          | Helsinki    | 2º posto in Mestaruussarja           |
| Ilves-Kissat | Tampere     | 8º posto in Mestaruussarja           |
| KPV          | Kokkola     | 1º posto in Suomensarja Pohjoislohko |
| KTP          | Kotka       | 6º posto in Mestaruussarja           |
| KuPS         | Kuopio      | Campione di Finlandia                |
| MP           | Mikkeli     | 4º posto in Mestaruussarja           |
| Reipas Lahti | Lahti       | 5º posto in Mestaruussarja           |
| TPS          | Turku       | 7º posto in Mestaruussarja           |
| Upon Pallo   | Lahti       | 1º posto in Suomensarja Itälohko     |
| VPS          | Vaasa       | 9º posto in Mestaruussarja           |

## Classifica finale
|  | Pos. | Squadra      | Pt | G  | V  | N | P  | GF | GS | DR  |
|  | ---- | ------------ | -- | -- | -- | - | -- | -- | -- | --- |
|  | 1.   | Reipas Lahti | 32 | 22 | 14 | 4 | 4  | 55 | 27 | +28 |
|  | 2.   | KuPS         | 30 | 22 | 12 | 6 | 4  | 28 | 17 | +11 |
|  | 3.   | TPS          | 28 | 22 | 13 | 2 | 7  | 51 | 28 | +23 |
|  | 4.   | Upon Pallo   | 26 | 22 | 10 | 6 | 6  | 29 | 19 | +10 |
|  | 5.   | HJK          | 25 | 22 | 11 | 3 | 8  | 59 | 38 | +21 |
|  | 6.   | Haka         | 24 | 22 | 9  | 6 | 7  | 37 | 23 | +14 |
|  | 7.   | KTP          | 20 | 22 | 7  | 6 | 9  | 32 | 34 | -2  |
|  | 8.   | KPV          | 19 | 22 | 5  | 9 | 8  | 19 | 25 | -6  |
|  | 9.   | VPS          | 19 | 22 | 5  | 9 | 8  | 27 | 43 | -16 |
|  | 10.  | MP           | 17 | 22 | 5  | 7 | 10 | 24 | 42 | -18 |
|  | 11.  | ÅIFK         | 15 | 22 | 5  | 5 | 12 | 32 | 43 | -11 |
|  | 12.  | Ilves-Kissat | 9  | 22 | 4  | 1 | 17 | 19 | 73 | -54 |

Legenda:
      Campione di Finlandia e ammessa alla Coppa dei Campioni 1968-1969
      Retrocesse in Suomensarja
Note:
Due punti a vittoria, uno a pareggio, zero a sconfitta.